# Nybodtjärnen (Åsarne socken, Jämtland)
Nybodtjärnen är en sjö i Bergs kommun i Jämtland och ingår i Ljungans huvudavrinningsområde.